# Partito Riformista di Alternativa Democratica
Il Partito Riformista di Alternativa Democratica (in lussemburghese Alternativ Demokratesch Reformpartei, in francese Parti Réformiste d'Alternative Démocratique, in tedesco Alternative Demokratische Reformpartei) è un partito politico attivo in Lussemburgo dal 1987.

## Ideologia
ADR si qualifica come un partito di destra nazional-conservatore. Nel 2020 il ministro degli affari esteri lussemburghese, il socialista Jean Asselborn, negò che ADR fosse un partito di "estrema destra".
Alla sua fondazione, il partito si focalizzava sull'equiparazione tra pensioni private e pubbliche, e si proponeva quindi come un partito di tutela dei diritti dei pensionati. Dal 1998 ADR ha poi diversificato il proprio programma politico, diventato un partito a più ampio raggio.
ADR esprime valori social-conservatori, opponendosi a eutanasia e suicidio assistito.
Il partito è difensore dell'uso della lingua lussemburghese. Si tratta dell'unico partito che attualmente preme per l'uso del lussemburghese nelle leggi nazionali (assieme al francese e al tedesco) e propugna il suo riconoscimento tra le lingue ufficiali dell'Unione europea.
ADR è contrario al cumulo di cittadinanze.
il partito è moderatamente euroscettico, una posizione che condivide con la Sinistra lussemburghese in un Paese fondamentalmente europeista; è il partito più sovranista del Lussemburgo.